# Großkötter

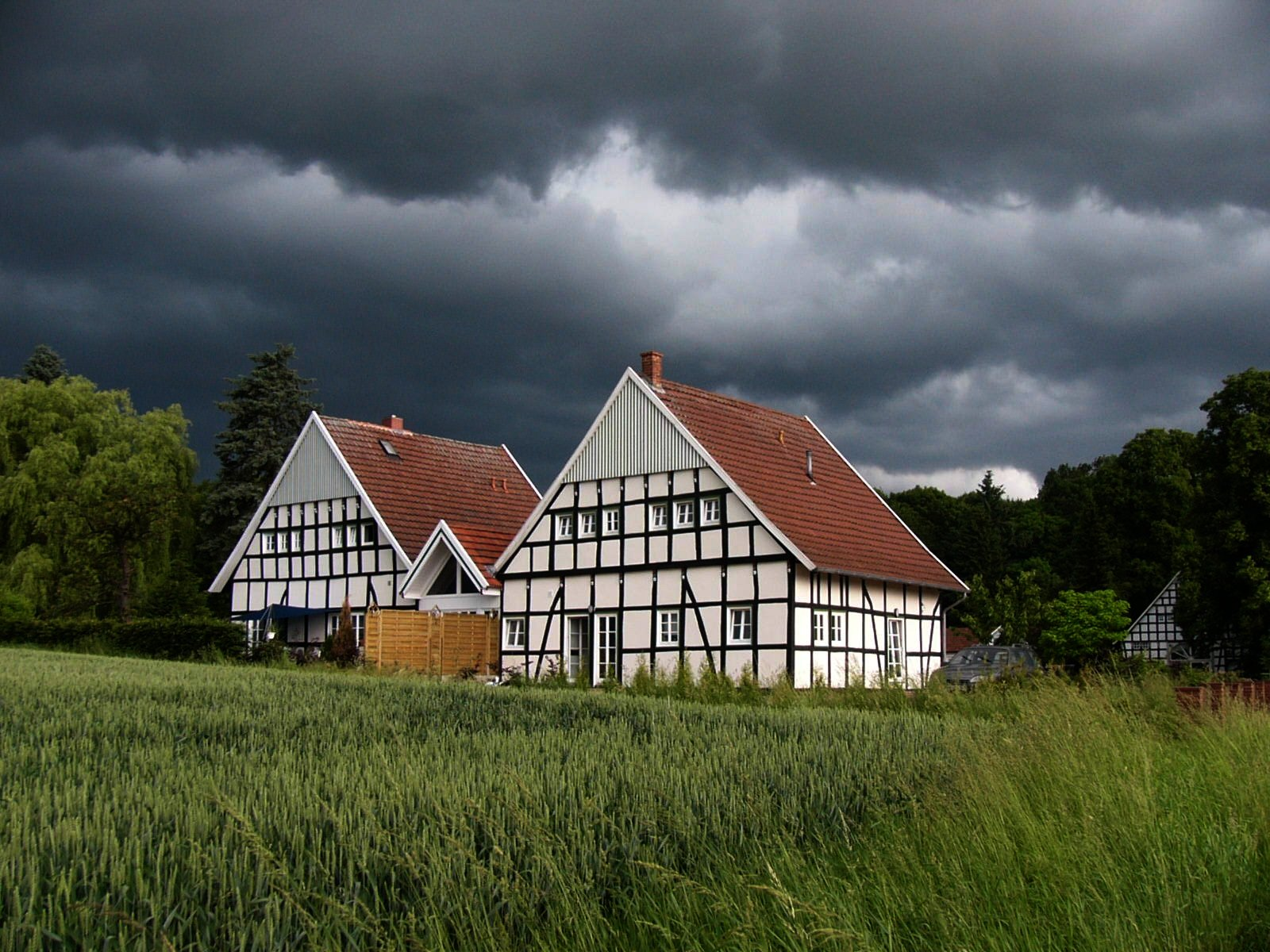
Zwei als moderne Wohnhäuser renovierte Kotten an originaler Stelle in Ostwestfalen

Als Großkötter bezeichnete man in der Agrargeschichte Nordwestdeutschlands einen leibeigenen Bauern, der in der dörflichen Hierarchie an dritter Stelle stand. Die historischen Namen für Angehörige dieser sozialen Gruppe waren regional unterschiedlich. So hießen sie auch Kötter, Köter, Köthner, Kötner, Kätner oder Kotsassen. Vor allem in Preußen und Mecklenburg nannte man sie  Kossaten, Kossater oder Kossäten.
Zum Unterschied zum Vollspänner waren die Großkötter zum Hand- und Spanndienst beim Grundherren verpflichtet. Sie lebten in sogenannten Kotten oder Katen, die meist am Dorfrand angesiedelt und stets vom Ackerland getrennt waren. Sie bewirtschafteten eine Fläche von 12 bis 24 Hektar Größe und besaßen wenig Vieh und höchstens ein Pferd. Da der Ertrag häufig nicht für den Lebensunterhalt ausreichte, verrichteten sie zusätzlich handwerkliche Arbeiten oder arbeiteten im Tagesdienst auf Bauern- und Herrenhöfen. Außer dem Handdienst mussten sie als Gegenleistung für die Überlassung des Hauses und des Ackerlands an den Grundherrn Zinsen in bar zahlen und Naturalien, wie Hühner, Eier und Getreide, liefern.
Der Kotten als Siedlungsform stammt aus der spätmittelalterlichen Siedlungsentwicklung. Im Hochmittelalter gab es bei der Landnahme unbesiedelten Gebietes genügend Raum für Bauernhöfe und das benötigte Rodungsland. Als die Höfe die wachsende Landbevölkerung nicht mehr aufnehmen konnten, entstanden kleinere Nebensiedlungen, sogenannte Absplisse. Außerdem wurden Bauernhöfe unter mehreren Erben aufgeteilt, die in Einzelkotten auf dem ursprünglichen Hofland siedelten und ihren Anteil des Ackerlandes bebauten.